# Just Neighbors
Just Neighbors – amerykański film z 1919 roku w reżyserii 	Harolda Lloyda oraz Franka Terry,ego.